# Nymfasia
Nymfasia este un oraș în Grecia în prefectura Arcadia.